# 와카야마시립 와카야마고등학교
와카야마시립 와카야마고등학교(和歌山市立和歌山高等学校)는 와카야마현 와카야마시 무소타에 위치한 시립 고등학교이다.
통칭 <이치고 (市高)>, 2008년도까지 <이치쇼 (市商)>또는 <시와쇼 (市和商)>라고 불렸다.

## 설치학과
- 전일제 과정
  - 보통과 (한 학년당 60명)
  - 종합비즈니스과 (한 학년당 160명)
  - 디자인표현과 (한 학년당 40명)
- 정시제 과정
  - 비즈니스실천과 (한 학년당 40명)
- 별과
  - 비즈니스정보과 (한 학년당 40명)

## 주요 부활동
- 경식 야구부 코시엔 출전 
  - 봄 7회 (1964년, 1965년, 1967년, 2005년, 2016년, 2019년, 2021년)
  - 여름 5회 (1967년, 1994년, 2005년, 2014년, 2016년)
  - 전국 준우승 1회
  - 현 대회 우승 6회
  - 현 대회 준우승 2회

## 연혁
- 1931년 - 와카야마시립 와카야마 상업고등학교 (2대) 설립
  - 1904년에 와카야마시립 와카야마상업학교 (초대)로써 개교, 후에 현립으로 이관한 학교 (현재 와카야마현립 와카야마상업고등학교)와는 다른학교)
- 1951년 - 개교 (정시제)
- 1957년 - 전일제 설치
- 1964년 - 선발 코시엔 첫출장
- 1965년 - 선발 코시엔 2년 연속 2번째 줄장으로, 전국 준우승
- 1967년 - 선발 코시엔 2년만에 3번째 출장, 베스트8에 들음. 여름 코시엔 와카야마현대회 첫우승으로 첫 출장해 거기에 전국 베스트4에 들음. 첫 봄여름 연속 코시엔 출장.
- 1970년 - 현재 학교가 위치한 장소로 이전. 여름 코시엔 와카야마현 대회에서 준우승
- 1971년 - 여름 코시엔 키와대회에서 준우승
- 1987년 - 국제정보과 설치
- 1994년 - 여름 코시엔 와카야마현 대회 우승으로 27년만에 2번째 출장.
- 2002년 - 전일제는 종합비즈니스과와 디자인과로 학과 개편
- 2004년 - 여름 코시엔 와카야마현 대회 우승으로 10년만에 3번째 출장. 37년만에 첫 경기 돌파
- 2005년 - 선발 코시엔을 38년만에 4번째 출장, 전년 여름에 이어 2계절 연속 코시엔 출전.
- 2009년 - 보통과 설치. 그에 따라 와카야마시립 와카야마고등학교로 교명 변경
- 2011년 - 여름 코시엔 와카야마현 대회에서 준우승
- 2014년 - 여름 코시엔 와카야마현 대회 결승에서 치벤와카야마를 연장전 끝에 이기고 끝내기 승리로 우승. 10년만에 4번째 코시엔 출장
- 2016년 - 선발 코시엔에 11년만에 5번째 출장. 여름에도 코시엔 와카야마현 대회 결승에 미노시마를 뿌리치고 우승해, 제 98회 전국 고등학교 야구 선수권 대회에 출전이 결정. 2년만에 5번째 출장. 봄, 여름 연속 코시엔 출장. 12년 만에 세번째 첫 경기 돌파.
- 2018년 - 여름 코시엔 와카야마현 대회에서 준우승
- 2019년 - 선발 코시엔에 3년만에 6번째 출장. 14년만에 첫 돌파로 52년만의 베스트8
- 2021년 - 선발 코시엔에 2년만에 7번째 출장. 2년만에 2회전 진출

## 출신자
- 후지타 타이라 (전 프로야구 선수, 전 한신 타이거즈 감독, 야구 해설자)
- 노가미 토시오 (전 프로야구 선수)
- 사카타 타카시 (전 프로야구 선수)
- 야마모토 카즈키 (전 프로야구 선수
- 쇼다 코우조 (전 프로야구 선수, 기아 타이거즈 코치)
- 마츠모토 나오키 (전 프로야구 선수, 치바 롯데 마린즈 구단본부장)
- 이노우에 코이치 (전 프로야구 선수)
- 타무라 료헤이 (전 프로야구 선수)
- 타마키 유타카 (전 프로야구 선수, 신일철주금카시마)
- 카와바타 신고 (전 프로야구 선수, 도쿄 야쿠르트 스왈로즈)
- 사카구치 테츠야 (전 프로야구 선수, 한신 타이거즈)
- 마스다 나오야 (전 프로야구 선수, 치바 롯데 마린즈)
- 미케 카즈마 (전 프로야구 선수, 치바 롯데 마린즈)
- 카와바타 유키 (전 여자 프로야구 선수, 사이타마 아스트라이아) - 재학 당시에는 소프트볼부 소속, 카와바타 신고의 여동생, 마스다 나오야와는 동급생